# 赫伯特·肯尼斯·艾里·肖
赫伯特·肯尼斯·艾里·肖（英語：Herbert Kenneth Airy Shaw）（1902年—1985年），英国植物学家。
艾里·肖出生与萨福克郡伍德布里奇，在剑桥大学就学，在伦敦皇家植物园工作，是亚洲热带植物专家，同时对昆虫学也有研究。

## 命名
下列各科都是由艾里·肖命名的：
- 假海桐科
- 匍茎草科
- 四角果科
- 双钩叶科
- 澳远志科
- 五蕊茶科
- 八蕊树科
- 肋果茶科
- 四数木科